# Hagyija Lutfullovna Davletsina
Hagyija Lutfullovna Davletsina (oroszul: Хадия Лутфулловна Давлетшина, baskírul: Дәүләтшина Һәҙиә Лотфулла ҡыҙы; 1905. március 5. – 1954. december 5.) baskír költőnő, írónő, drámaírónő; az első baskír írónő.

## Élete és pályafutása
A Szamarai kormányzóság Pugacsovi ujezdjében, Haszanovo (Хасаново) faluban született sokgyerekes, szegény parasztcsaládban. Hagyija a falusi medreszében, majd a szovjet iskolájában tanult. Miután 1919-ben meghalt az apja, a lánynak kellett segítenie eltartani a családot. Az polgárháború alatt a falu egyik első komszomolkája volt, erősen hitt az új rendszerben, mert úgy vélte, megváltást jelenthet a szegénységre. Tizenöt évesen a szomszédos Gyengizbajevo (Денгизбаево) falusi iskolájának tanítónője lett. 1920-ban felvették a szamarai tatár-baskír tanítóképző intézetbe, ahol elkezdett oroszul tanulni és megismerkedett az orosz irodalommal. A kedvenc írója Makszim Gorkij lett.
Ezt követően iskolákban, majd gyermekotthonban tanított. 1932–33-ban Moszkvában tanult irodalmi szerkesztőképzőben. 1935 és 1937 között a baskír tanárképzőbe járt. 1933-ban férjével a Bajmaki járásba költöztek, ahol Davletsina a helyi újság szerkesztőségében kapott munkát. 1934-ben részt vett a szovjet írók első kongresszusán, ahol találkozott Makszim Gorkijjal. 1935-ben tagja lett a Baskír Írószövetségnek.
Első elbeszélése 1926-ban jelent meg Hiliukaj-pionyerka (Һылыуҡай-пионерка) címmel a Baskortosztan Jestere (Башҡортостан йәштәре; Baskíria Fiataljai) című újságban. 1931-ben megjelent Ajbika (Айбикә) című kisregénye, mellyel ismertté vált, és amelyet 1936-ban oroszra fordítottak. Termékeny író volt, folyamatosan jelentek meg az elbeszélései, karcolatai és versei is. Az 1930-as években elkezdett dolgozni Irgiz (Иргиз) című regényeposzán, melynek főszereplője maga a baskír nép lett, és amelyet nem csak a baskír irodalom, de a türk népek irodalmának egyik fontos műveként tartanak számon. Részletek jelentek meg belőle időszakos kiadványokban, a teljes kiadását Davletsina azonban már nem érhette meg.
1937-ben letartóztatták író és népbiztos férjét, Gubaj Davletsint és koholt vádak alapján halálra ítélték. Hagyiját, mint a „nép ellenségének családtagját” öt évre lágerbe küldték Mordvinföldre. 1942-ben Birszkbe száműzték, ahonnan nem mozdulhatott. Nehéz időket élt itt meg, sokáig nem kapott munkát, az írástól, publikálástól kategorikusan eltiltották. Élete utolsó éveiben a birszki tanítóképzőben volt takarítónő. 1951-ben Alekszandr Fagyejev íróhoz, a Szovjet Írószövetség vezetőségének elnökéhez fordult levélben, kérve, hogy segítsen kiadatni a regényét.
Az Irgiz végül 1957-ben látott napvilágot, oroszra és a nemzetiségi nyelveke is lefordították. A regényért az írónő posztumusz megkapta a Szalavat Julajev-díjat, elsőként a baskír írók között. Leonyid Szobolev (Леонид Сергеевич Соболев) orosz író szerint „Hagyija Davletsina Irgiz című regényének ismerete nélkül nem lehet megérteni a baskír nép valóságát.” 
Az írónő nevét ma sétány őrzi Ufa városában, valamint több falu és város is nevezett el róla utcát. Birszkben és Szibajban szobra áll. Díjat is elneveztek róla, melyet a gyermekirodalom kiváló képviselőinek osztanak ki.